# Anna Dvořáková (1820)

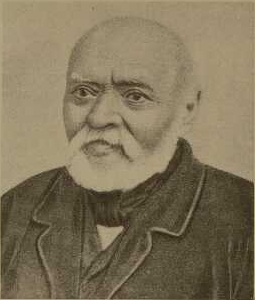
Manžel Anny František Dvořák

Anna Dvořáková (rozená Zdeňková; 7. února 1820 Uhy – 15. prosince 1882 Kladno) byla matka českého hudebního skladatele Antonína Dvořáka. Pocházela z Uhů u Velvar a byla dcerou šafáře lobkovického panství. Se svým manželem, řezníkem Františkem Dvořákem bydleli v Nelahozevsi, ve Zlonicích a v Kladně, kde zemřela a byla pohřbena.

## Manželství a pobyt v Nelahozevsi
Dne 17. listopadu 1840 se v Chržíně provdala za Františka Dvořáka (1814–1894). Její manžel byl vyučený řezník a strávil osm let na „zkušené“ na Moravě a v Uhrách. Po jeho návratu do Čech se seznámili a byli oddáni. K provozování řeznictví si manželé pronajali v Nelahozevsi dům č. 24 a později i tzv. Engelhardtovu hospodu na č. 12.

## Zlonice
V letech 1855–60 žila s manželem Františkem a s rodinou ve Velké hospodě ve Zlonicích č. p. 69. Barokní špitál na jižním okraji Zlonic byl v roce 1954 péčí Vlastivědného kroužku Zlonicka zrekonstruován a přeměněn na Památník Antonína Dvořáka ve Zlonicích, s předměty od syna skladatele Ing. Otakara Dvořáka, ve Varhaníkovně je expozice věnovaná učiteli Antonínu Liehmannovi.

## Děti
- Antonín Dvořák (1841–1904)
- František Dvořák (1843–1888)
- Aloisie Dvořáková (1845–1846)
- Josef Dvořák (1848–1920)
- Adolf Dvořák (1850–1922)
- Jana Anna Straková (1851–1938)[6]
- Karel Dvořák (1855–?)
- Marie Dvořáková (1857–1857)
- Marie Dvořáková (1858–1931)

### Antonín Dvořák
8. září 1841 se jim v Nelahozevsi narodil syn Antonín, první z devíti dětí. V roce 1847 začal Antonín Dvořák chodit do školy a pod vedením učitele Josefa Spitze také hrát na housle. Otec původně pro syna rovněž plánoval práci řezníka. V letech 1853–1856 mladý Antonín pobýval ve Zlonicích, kde se ho ujal místní učitel a varhaník Antonín Liehmann. Antonín se u Liehmanna učil hudební teorii, hrát na housle, klavír a varhany. V šestnácti letech věku (1857) odešel Antonín Dvořák do Prahy studovat na varhanické škole, kterou absolvoval v roce 1859 a postupně se z něho stal světoznámý hudební skladatel. V roce 1951 byl v Nelahozevsi zpřístupněn veřejnosti Rodný dům Antonína Dvořáka, s expozicí o životě a díle skladatele s důrazem na dobu jeho dětství a mládí, které zde strávil.

## Kladno

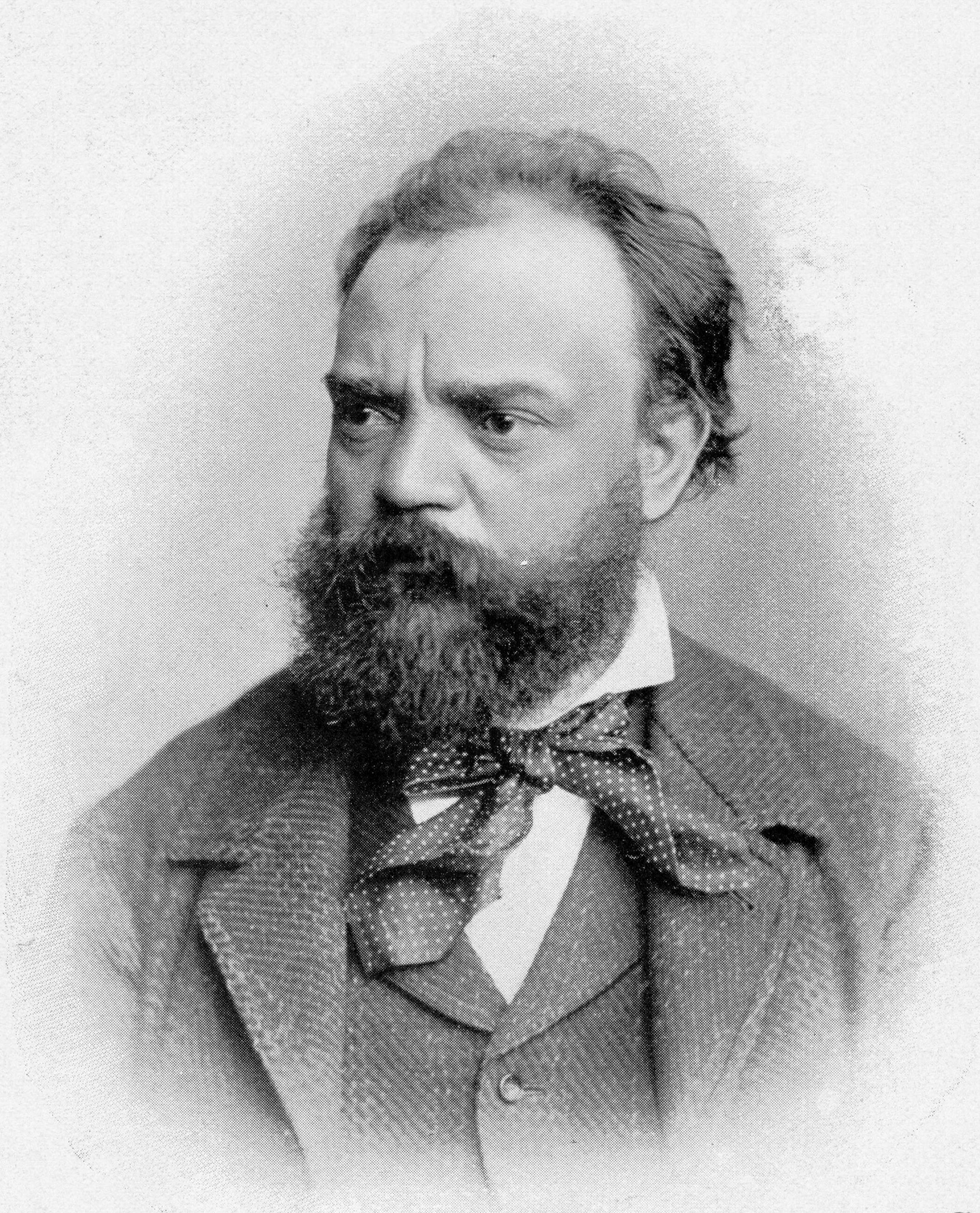
Syn a skladatel Antonín Dvořák

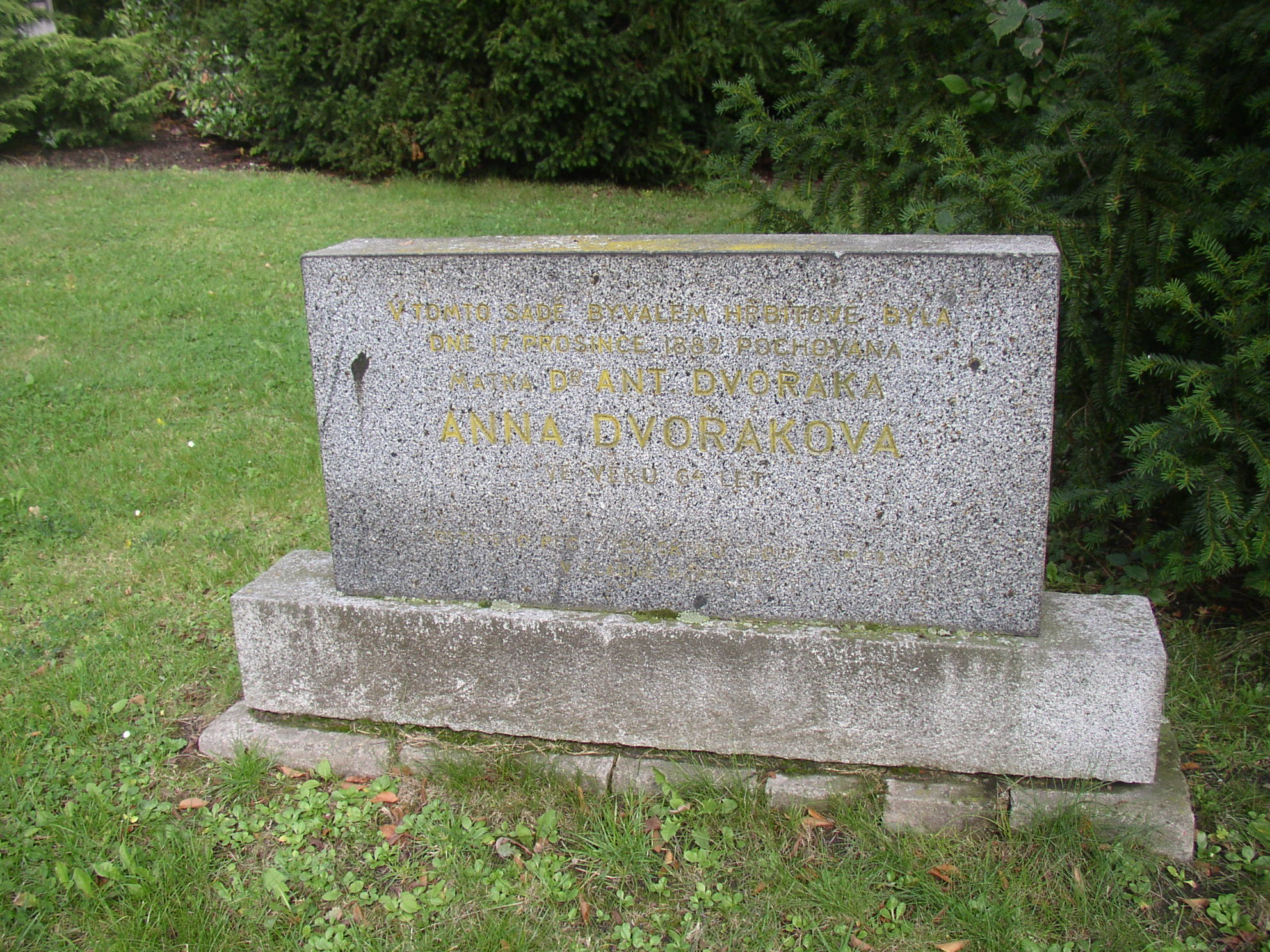
Pomník připomínající místo posledního odpočinku Anny Dvořákové v Kladně

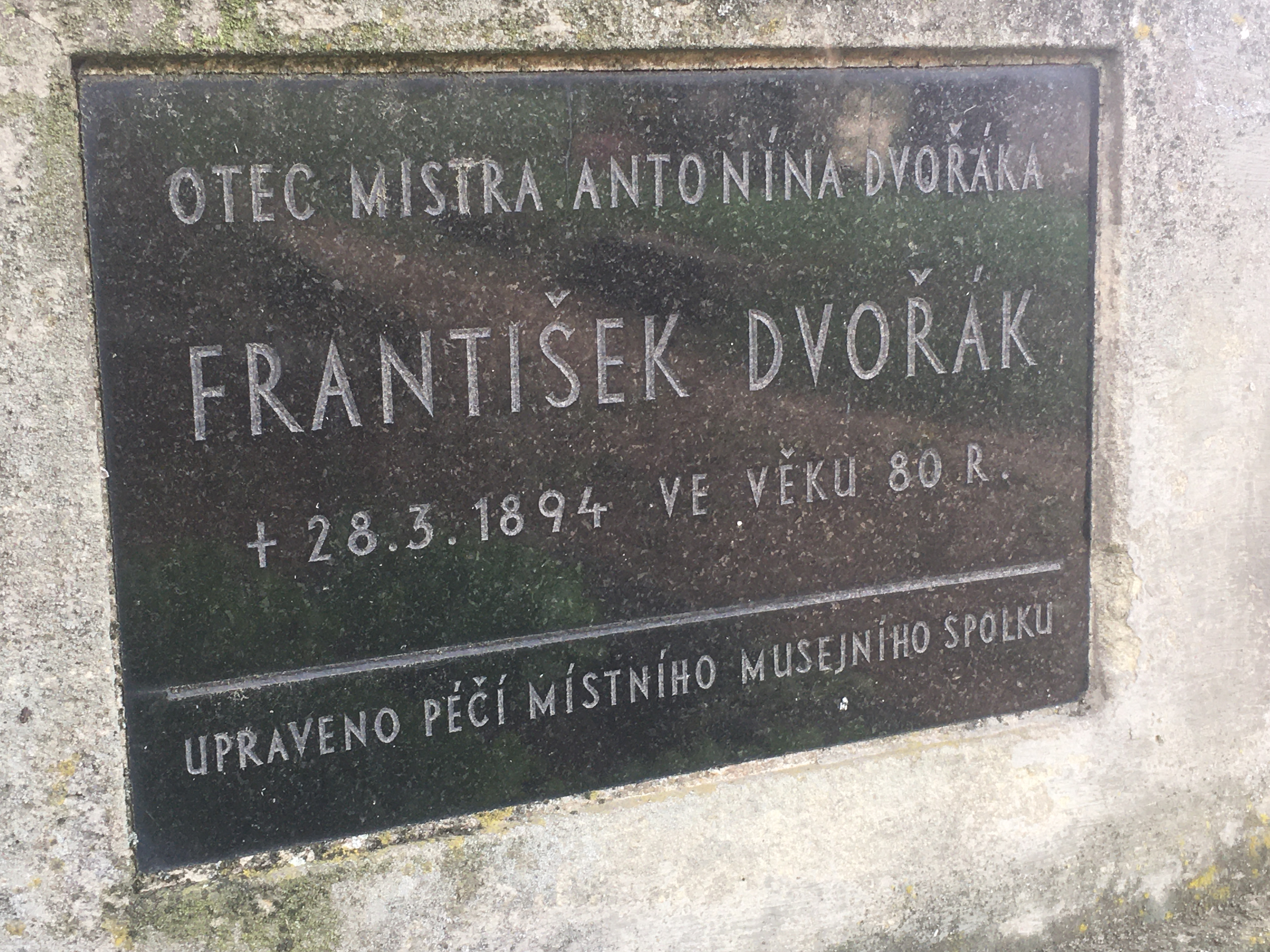
Tabulka na náhrobku Františka Dvořáka ve Velvarech

Anna Dvořáková zemřela 15. prosince 1882 v Kladně ve věku 62 let (podle matriky a pomníku 64 let, což však neodpovídá záznamu v matrice narozených). Podle matričního záznamu katolického náboženství, manželka Františka Dvořáka, soukromníka z Kladna. Byla pohřbená 17. prosince na starém kladenském hřbitově, na místě dnešních Dvořákových sadů, který byl později zrušený (některé významné hroby byly přeneseny na nový centrální hřbitov), na jeho místě se dnes nachází také Městské divadlo Kladno. Má nedaleko vchodu do divadla žulový pomník připomínající místo jejího posledního odpočinku; pomník nechal zhotovit Zpěvácký spolek Smetana, byl odhalen 20. června 1934, od 3. května 1958 je památkově chráněný. Poblíž po obou stranách jsou také pomníky Antonína Dvořáka (z roku 1926) a Bedřicha Smetany (z roku 1936).
Citace z rukopisu dopisu Cyrila Novotného (kladenského hudebníka a učitele) Františku Rysovi
Rád by zapůjčil žádané originály, ale nemůže. Do (Sládečkova vlastivědného) muzea chodí návštěvníci a chtějí je vidět. Kopie pomalu pořizuje, ale stále je nemá. Shání fotografie sourozenců (Antonína) Dvořáka. Až na jednoho bratra má všechny. Byl požádán, aby do podzimu napsal publikaci Vztahy Antonína Dvořáka ke Kladnu. Je to těžký úkol. Minulý týden fotografovali domy, ve kterých žil otec (František Dvořák) a příbuzní. Negativy zůstanou majetkem muzea, fotografie může zaslat. Velice si váží jejich společné fotografie.

### Pomník
Pomník má tvar jednoduchého leštěného žulového kvádru s rytým a zlaceným nápisem na přední straně:

V TOMTO SADĚ, BÝVALÉM HŘBITOVĚ, BYLA

DNE 17. PROSINCE 1882 POCHOVÁNA

ANNA DVOŘÁKOVÁ

MATKA DR. ANT. DVOŘÁKA 

VE VĚKU 64 LET

## Velvary
Někdy po smrti Anny se její manžel František odstěhoval do Velvar, kde zemřel 28. března 1894 jako soukromník a byl zde pohřbený 1. dubna na hřbitově u kostela sv. Jiří.